# 옥대초등학교
옥대초등학교는 대한민국 경상북도 영주시 단산면에 있는 공립 초등학교이다.

## 학교 연혁
- 1935년 7월 2일: 단산공립보통학교 개교
- 1946년 9월 1일: 단산공립국민학교 옥대분교장 개교
- 1947년 9월 1일: 옥대국민학교 승격
- 1949년 9월 5일: 단산공립국민학교 구구분교장 개교
- 1986년 3월 1일: 좌석국민학교 분교장 격하, 본교 편입
- 1992년 3월 1일: 단산국민학교 본교장 격하, 본교 편입
- 1994년 3월 1일: 좌석분교장, 단산분교장 통합
- 1999년 3월 1일: 구구초등학교 통합

## 참고 자료
- 옥대초등학교 - 한국교육학술정보원 학교알리미